# Ântimo II de Constantinopla
Ântimo II de Constantinopla (em grego: Άνθιμος Β΄; m. 1628) foi patriarca ecumênico de Constantinopla por uns poucos meses em 1623.

## História
Ântimo nasceu em Istambul em uma família rica e nobre. Antes de ser eleito patriarca, foi bispo metropolitano de Adrianópolis.
Seu curto patriarcado deve ser considerado no contexto do conflito entre o patriarca pró-calvinista Cirilo Lucaris, apoiado pelos embaixadores de países protestantes como a República Holandesa e o Reino da Inglaterra na capital otomana, e seus oponentes, apoiados pelos embaixadores de países católicos como o Reino da França, o Reino da Áustria e da República de Veneza. Estes últimos conseguiram convencer o grão-vizir a depor Cirilo Lucaris em 12 de abril de 1623 e a nomear o idoso Gregório IV, o líder da facção pró-católica, em seu lugar. Porém, os metropolitanos e bispos estavam insatisfeitos por ele não ter sido canonicamente eleito pelo Santo Sínodo e, por isto, este mesmo Santo Sínodo o depôs em 18 de junho de 1623 e formalmente elegeu Ântimo II em seu lugar.
Ântimo II, mesmo contando com o apoio político dos governos católicos, permaneceu um obstinado cristão ortodoxo. Ele enviou metropolitanos para a ilha de Rodes, onde Lucaris estava exilado, para persuadi-lo a se retirar para Monte Atos, sem sucesso. Para seu desgosto, Lucaris, graças ao embaixador holandês, calvinista, retornou para Istambul (Constantinopla) e apresentou instrumentos de crédito falsificados de 20 000 livres devidos pelo Patriarcado. Ântimo não conseguiu amealhar esta enorme quantidade de dinheiro e foi forçado a abdicar em 22 de setembro de 1623. Logo depois, Lucaris reassumiu o trono patriarcal pela terceira vez.
Depois de sua renúncia, Ântimo se retirou para Monte Atos, onde morreu em 1628.